# 让·巴蒂斯特·西梅翁·夏尔丹
让·巴蒂斯特·西梅翁·夏尔丹（法語：Jean-Baptiste-Siméon Chardin，法語發音：[ʒɑ̃ batist simeɔ̃ ʃaʁdɛ̃]；1699年11月2日—1779年12月6日）是18世纪的法国画家，是著名的静物画大师。 

## 生平
夏尔丹出生于巴黎，父亲是制造台球桌的匠人，他一生几乎从没有离开这座城市，直到1757年以前，始终住在塞纳河左岸圣叙尔比斯教堂附近，当年国王路易十五世在卢浮宫中赐他一座画室和居住间，他才搬出原住址。
夏尔丹在几个历史画家那里做学徒，1724年，成为圣吕克学院的教师。1728年，他的作品《鳐鱼》(La Raie)和《冷餐台》(Le Buffet)在于亲王广场（place Dauphine）举行的青年作品展（l'Exposition de la Jeunesse）中被看好。他以此作为入会作品(Morceau de réception)，被接纳为皇家绘画和雕塑学会的成员，这两幅作品现在仍收藏在卢浮宫中。1729年，他从圣吕克学院辞职。他于1723年与玛格利特·桑塔尔（Marguerite Saintard）订婚，但直到1731年才结婚。婚后不久，夏尔丹的父亲去世。当年11月，他们的第一个儿子出生，1733年又生了一个女儿，1735年他的妻子就去世了，两年后女儿也去世了。

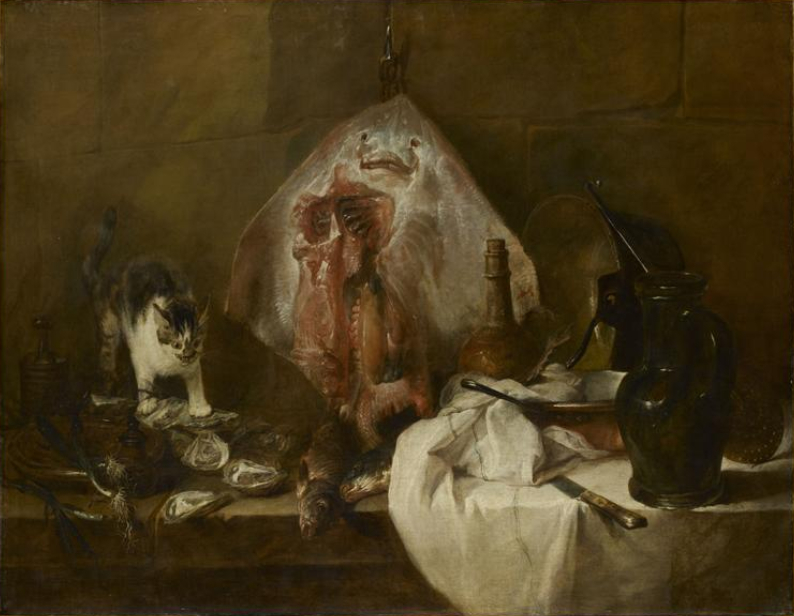
油画《鳐鱼》（ 1728年）收藏于卢浮宫

1731年，他受让·巴蒂斯特·范洛（Jean-Baptiste van Loo）任命，参加了枫丹白露宫中的弗朗索瓦一世长廊的修复工作。
从1737年开始，他的作品经常在巴黎沙龙中展出。他50年来一直兢兢业业地在皇家学会工作，陆续被任命为顾问和财务主管，直到秘书长，全面负责了1761年的巴黎沙龙画展。
1744年，夏尔丹再度结婚，并于次年生了一个女儿，但一岁时即夭折。1752年，路易十五给予他500里弗的年金，在1759年的巴黎沙龙中，他展出了9幅作品，狄德罗第一次开始评论沙龙画展，并对他大加赞赏。从1761年，他全面负责沙龙的画展，并作为学会的财务主管，创作开始减少了，从1763年，由于他对学会的工作，年金增加了200里弗。1765年他被一致推选为鲁昂科学文学和艺术学会会员，但没有证据证明他曾经离开巴黎前往接受这个荣誉。1770年，他成为“皇室首席画家”，年金涨至1,400里弗，是学会中最高的。
1772年，他同是画家的儿子在威尼斯溺水而亡，很可能是自杀。1776年他创作了最后一幅作品，1779年他最后一次参加沙龙画展，展出几幅垩笔画。同年十一月，夏尔丹身染重病，于年终逝世，享壽80岁。

## 作品
夏尔丹所在的18世纪，法国盛行洛可可画风，以历史题材为主，但他的画作所选的都是小题材，他喜爱描画室内静物，天真而没有感情的儿童画像，但他的画作仍然受到当时和后来人们的欣赏。

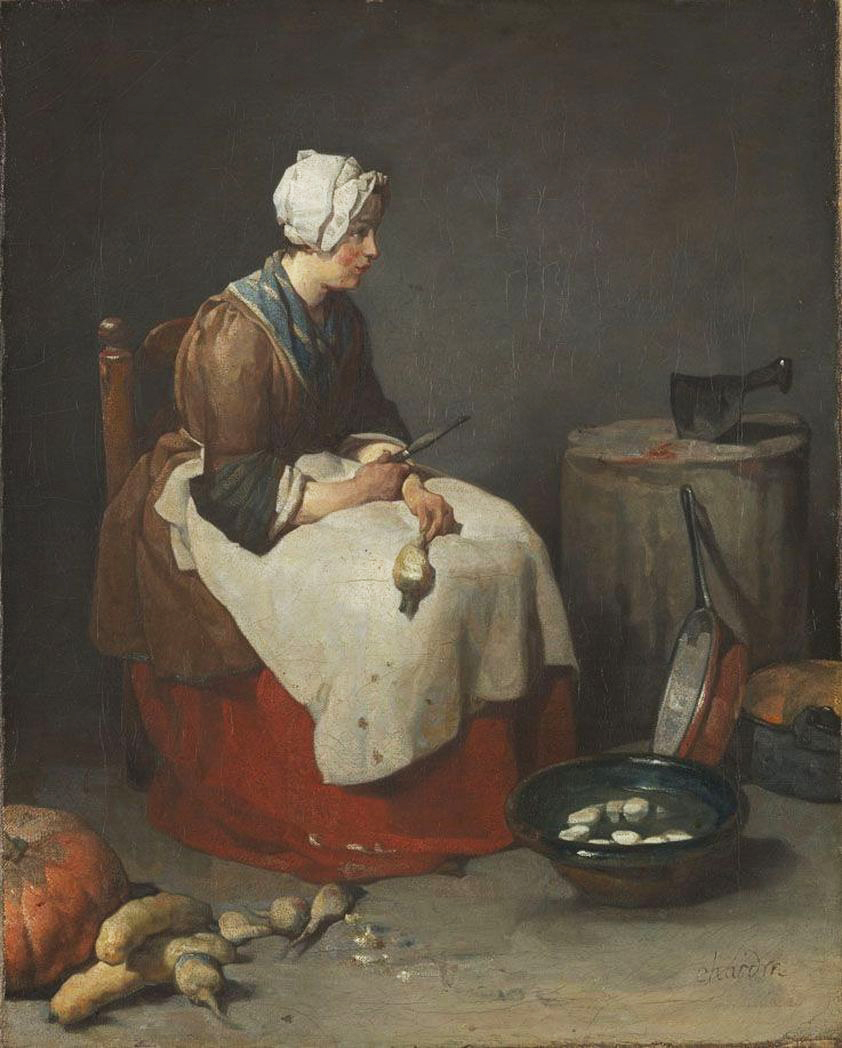
油画《洗萝卜的女人》（1738年）

夏尔丹的艺术能力主要来自自学，他受到17世纪尼德兰画家和现实主义的影响。尽管他为富有的资产阶级画了许多不少肖像，他早期的资助来自贵族，包括路易十五。虽然一开始是以静物画出名，包括水果和动物，但1730年后他的画作中也出现了厨房用品。不久之后，因接受了一位肖像画家的挑战，他也开始创作肖像画。一开始他遇到了不少困难。他开始练习半身像速写，成为他的作画主题的有演出中的孩子，沉思中的厨房女佣。这些普通下层人民的日常生活场景，都是当时法国艺术界认为不值得描绘的主题。
1756年，他重新开始静物画的创作。到1770年代，他的视力开始下降，他开始用彩色粉笔作画，创作了他的自画像和他妻子的画像。现在他的作品被卢浮宫等许多大博物馆收藏。
他的静物画和粉笔肖像画受到广泛的赞赏（页面存档备份，存于），现在有很高的价值，他的作品描绘了普通的生活场景，但构图严谨，颜色使用的不多，一般都是土壤似温暖的色调，特别善于描绘散射的光线、物体的质感和轮廓。

## 影响
夏尔丹对现代艺术的影响非常广泛， 爱德华·马奈的半身肖像画《吹泡泡的男孩》（ Boy Blowing Bubbles ）和塞尚的静物画都受到他的影响， 他也是马蒂斯最欣赏的画家之一，马蒂斯临摹过他的四幅在卢浮宫展出的画 。柴姆·苏丁和喬治·布拉克，以及之后的乔治·莫兰迪都从他的画中找寻灵感。1999年，盧西安·弗洛伊德以夏尔丹的《年轻的女教师》为蓝本作了若干副蚀刻画

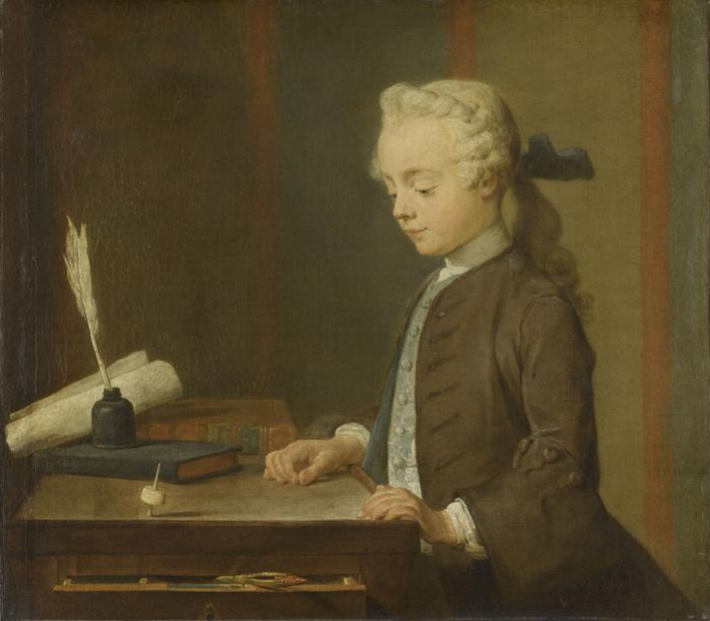
《玩陀螺的男孩》（约1735年）

。

## 外部链接

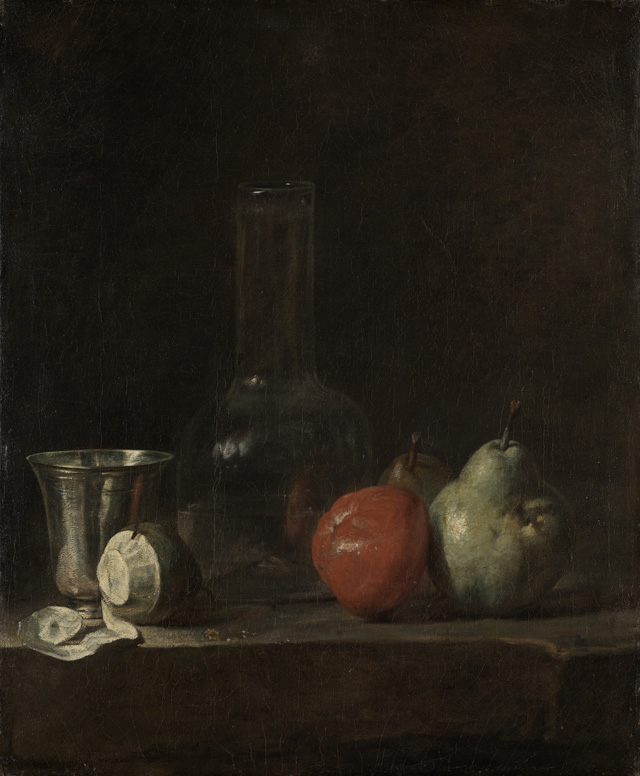
《静物，玻璃烧瓶和水果》（约1750年）